# 율림초등학교
율림초등학교는 대한민국 전라남도 여수시 돌산읍 향일암로 365 (율림리)에 있었던 공립 초등학교이다.

## 연혁
- 1946년 6월 15일 율림공립국민학교 개교(설립인가 3월 25일)
- 1987년 3월 10일 병설유치원 설립인가
- 1996년 3월 1일 율림초등학교로 개칭
- 1999년 9월 1일 봉덕초등학교로 통폐합